# Sedulius Scottus
Sedulius Scottus (auch Sedulius Scotus; frz. Sedulius de Liège) war ein irischer Gelehrter und Dichter, der im 9. Jahrhundert in Lüttich wirkte. Neben anderen Werken verfasste er einen der ersten mittelalterlichen Fürstenspiegel.

## Leben
Die Biographie von Sedulius Scottus konnte bis heute nur lückenhaft rekonstruiert werden. Entscheidend sind dabei vor allem die Gedichte des Gelehrten, in denen er sich auf datierbare historische Ereignisse und Personen bezieht.
Sedulius stammte aus Irland, möglicherweise war er dort unter dem Namen Suadbar bekannt. Zweifelsfrei nachweisbar ist er jedoch erst nach seiner Ankunft in Lüttich, die zwischen 840 und 851 erfolgt sein muss. Ludwig Traube datierte diese Ankunft auf das Jahr 848, er vermutete Sedulius als Mitglied einer Gesandtschaft des irischen Königs. Denkbar wäre jedoch auch, dass Sedulius einer von vielen Iren und Angelsachsen war, die ihre Heimat aufgrund von Wikingereinfällen seit dem ausgehenden 8. Jahrhundert vermehrt verließen und in das Reich bzw. die Reiche der Karolinger einwanderten. In Lüttich arbeitete Sedulius an der Domschule St. Lambert zunächst unter Bischof Hartgar, zu dem er eine enge Beziehung pflegte. Ab 857/8 wurde er von dessen Nachfolger, Bischof Franco, protegiert. Als hochgebildeter Gelehrter und talentierter Dichter genoss Sedulius bereits zu seinen Lebzeiten hohes Ansehen. Möglicherweise stand er im Zentrum eines (irischen) Gelehrtenkreises, der mehrere Werke hervorbrachte. Ferner unterhielt er politische und professionelle Beziehungen über Lüttich hinaus, etwa zu Erzbischof Gunthar von Köln.
Das letzte Zeugnis von Sedulius ist eines seiner Gedichte, das auf das Jahr 874 datiert werden kann. Danach verliert sich seine Spur.

## Werk
Das breite Wissen des Gelehrten legt die Vermutung nahe, dass er seine Studien und eventuell auch die Arbeit an seinen Werken bereits in Irland begonnen hat. In Irland könnte er auch mit der griechischen Sprache in Berührung gekommen sein, für die er ein gewisses Interesse entwickelt zu haben scheint. Wie andere Schreiber der Karolingerzeit kannte er einige griechische Begriffe und verfügte über basale Kenntnisse der griechischen Grammatik, doch existiert kein einziger Vers von ihm, der gänzlich in griechischer Sprache verfasst wurde. Als Kopist griechischer Texte war er jedoch geübt und besaß für seine Zeit überdurchschnittliche Fähigkeiten.
Neben der Kopie eines griechischen Psalters erstellte Sedulius mehrere Kollektaneen. So fertigte er das Collectaneum in Apostolum an, in dem er Exzerpte aus den Paulusbriefen zusammenstellte und kommentierte; in einem weiteren behandelt er das Evangelium nach Matthäus. Auch verfasste er Kommentare zu grammatischen Abhandlungen von Aelius Donatus, Priscian und dessen Schüler Eutyches. Zu seinem Werk zählt ferner eine Sentenzsammlung, die als Proverbia Graecorum bekannt ist. Mit seinem Collectaneum Miscellaneum legte Sedulius eine Sammlung von Exzerpten an, die teilweise raren klassischen, theologischen und paganen Quellen entstammen. Möglicherweise diente Sedulius dieses Collectaneum als Arbeitsgrundlage, als Sammlung, auf die er bei seiner Tätigkeit als Autor immer wieder zurückgreifen konnte. Sedulius’ Werk umfasst darüber hinaus zahlreiche Gedichte. Neben solchen über das alltägliche Leben, die teilweise auch humoristische Tendenzen aufweisen, richten sich andere »an fürstliche Persönlichkeiten, Laien oder Bischöfe«. Die Inhalte, etwa Referenzen oder Zitate, der Gedichte der letzteren Kategorie sind dabei stets sorgfältig auf den jeweiligen Empfänger abgestimmt. Aufgrund seiner Fähigkeiten als Dichter wurde Sedulius bereits als »›chief bard‹ of Liège« und als »Lütticher Vergil« bezeichnet.

### Liber de rectoribus Christianis(Werk über die christlichen Herrscher)
Das womöglich bedeutendste Werk von Sedulius Scottus ist der Königsspiegel Liber de rectoribus Christianis, dessen vollständiger Titel wahrscheinlich lautete: Liber de rectoribus Christianis et regulis, quibus est res publica rite gubernanda (»Werk über die christlichen Herrscher und die Grundsätze, nach denen ein Staat richtig zu regieren ist«). Sowohl der Adressat als auch die damit verbundene Frage nach der Datierung des Werkes sind jedoch umstritten, da diesbezüglich keine Angaben des Autors selbst überliefert sind. In jüngster Zeit war es besonders Nikolaus Staubach, der für Karl den Kahlen und eine Entstehungszeit um 870 plädierte; der Großteil der modernen Forscher spricht sich jedoch für Lothar II. als Empfänger und eine Abfassung zwischen 855 und 858/59 aus. Grundlegende Studien zu dem Werk leisteten um 1900 besonders der Philologe Ludwig Traube und der Historiker Siegmund Hellmann, deren Ergebnisse teilweise noch heute Gültigkeit besitzen. Von Hellmann stammt zudem die erste moderne Edition des Königsspiegels.
Formal ist der Text, wohl nach dem Vorbild des Trostes der Philosophie des Boethius, in prosimetrischer Form verfasst. Er ist in zwanzig Kapitel gegliedert, denen jeweils ein Gedicht nachgestellt ist. Bei der Anfertigung des Königsspiegels orientierte sich Sedulius an der zu seiner Zeit noch jungen Tradition der karolingischen Spiegelliteratur und greift dabei freilich auch die für das Mittelalter typische Idee der Theokratie auf. Ein für das 9. Jahrhundert bedeutendes Novum zeigt sich bei ihm jedoch in der Verwendung heidnisch-antiker Werke, die neben insularen Vorlagen und christlichen Schriften die Grundlage für den Königsspiegel bildeten. Darüber hinaus verbindet Sedulius die Herrschaft des Königs als Stellvertreter Gottes mit dem Nutzen für den Staat und das Volk, womit das Werk eine neue Orientierung an der weltlichen Herrscherpraxis aufweist.

## Editionen & Übersetzungen (Auswahl)
- Sedulius Scottus: Werk über die christlichen Herrscher, in: Fürstenspiegel des frühen und hohen Mittelalters, ausgew., übers. und komment. von Hans Hubert Anton (Ausgewählte Quellen zur deutschen Geschichte des Mittelalters. Freiherr-vom-Stein-Gedächtnisausgabe 45), Darmstadt 2006, S. 100–149.
- Sedulius Scottus: Liber de rectoribus Christianis, in: Traube, Ludwig (Hrsg.): Quellen und Untersuchungen zur lateinischen Philologie des Mittelalters 1 (Heft 1), kommentiert von Siegmund Hellmann, München 1906, S. 19–91, online – Internet Archive.
- Brearly, Denis (Hrsg.): Commentum Sedulii Scotti in Maiorem Donatum Grammaticum. Toronto: Pontifical Institute of Mediaeval Studies, 1975.